# FIFA 18
FIFA 18 er et fodboldsimuleringsvideospil i FIFAs serie af videospil, udviklet og udgivet af Electronic Arts og blev udgivet globalt den 29. september 2017 til Microsoft Windows, PlayStation 3, PlayStation 4, Xbox 360, Xbox One og Nintendo Switch. Det er den 25. rate i FIFA-serien. Real Madrid fremad Cristiano Ronaldo ser ud som omslagets atlet i den almindelige udgave. Ronaldo vises på ikonudgaven af spillet.
FIFA 18 er den anden rate i serien for at bruge Frostbite 3 spilmotor, selv om nogle versioner af spillet bruger en anden spilmotor. PlayStation 4 og Xbox One-versionerne omfatter en fortsættelse af "The Journey" en historiebaseret tilstand, der oprindeligt var i FIFA 17 med titlen "The Journey: Hunter Returns". PlayStation 3 og Xbox 360-versionerne, kendt som FIFA 18: Legacy Edition, indeholder ikke nye gameplay-funktioner bortset fra opdaterede sæt og rosters.

## Gameplay
FIFA 18 er et sportsvideospil, der simulerer forening fodbold. Spillet indeholder 52 fuldt licenserede stadioner fra 12 lande, herunder nye stadioner, plus 30 generiske felter svarer til i alt 82. Alle 20 Premier League-stadioner er repræsenteret i serien. [3] Kommentar er igen leveret af Martin Tyler og Alan Smith med Alan McInally (opdateringer i spillet), Geoff Shreeves (skadesrapporter) og Mike West (klassificerede resultater).
FIFA 18 Ultimate Team Icons, den nye version af det, der tidligere er blevet kaldt Legends, kan afspilles på PS4, Xbox One og PC versioner af spillet. [4] [5] Diego Maradona blev tilføjet som en legende til det ultimative hold, hvor han blev medlem af brasilianske stjerner Pelé og Ronaldo, den russiske målmand Lev Yashin, den franske stjerne Thierry Henry for det 95-stjernede kort og andre berømte spillere, som blev pensioneret som Ronaldinho og Roberto Carlos. [6]
FIFA 18 har den tredje del af Tysklands Bundesliga, 3. Liga. [7] Det indeholder også det islandske fodboldhold, [8], Saudi Arabias nationale fodboldhold, både mænds og kvinders nationale New Zealand-hold og har igen den tyrkiske Super League efter at EA har fornyet sin licens med dem. [9]
EA Sports har introduceret Quick Subs i FIFA 18, hvor spilleren kan lave en erstatning, når bolden går ud af spil. [10] Også nu i karrieremodus kan spillerne se interaktive overførselsforhandlinger ske og kan også se deres nye signeringer afsløret i skære scener.

### The Journey: Hunter Returns
Den historiebaserede Journey-tilstand, der blev introduceret i FIFA 17, vender tilbage i denne rate og fortsætter fortællingen under titlen "The Journey: Hunter Returns". [12] [13] Hvis man afsluttede den oprindelige historie, begynder de FIFA 18 på samme klub - med træk og æresbevisninger, som f.eks. En Premier League-titel eller FA Cup-sejr overføres. Hvad angår de, der starter frisk, vil de se en montage af centrale plotpunkter i spillet, så kan de vælges fra enhver nuværende engelsk Premier League side. Alex Hunter, den 18-årige hovedperson fra Clapham, London, vender tilbage og er fuldt tilpasset. [14] Spillere kan låse op varer, der inkluderer nye tøj og frisurer til Hunter. Mens FIFA 17 låst Hunter til den engelske Premier League og Championship i FIFA 18 kan spillere nu opleve nye steder som Brasilien og USA. [13] [15] Påhængskøretøjet udgivet til denne spiltilstand viser også mange kendte fodboldspillere, som Cristiano Ronaldo, Antoine Griezmann, Dele Alli, Thomas Müller, Gyasi Zardes, Rio Ferdinand og Thierry Henry. NBA-afspiller James Harden findes også i trailer og på selve videospil. Alex Morgan og Megan Rapinoe laver også en cameo, men har kun en linje i spillet. Historiefunktionen har også nye spilbare figurer, som Danny Williams, som er Alex Hunters bedste ven, og også med en ny karakter til serien, Alex Hunters halvsyster, Kim Hunter.

## Udvikling
FIFA 18 blev udviklet og udgivet af Electronic Arts. I januar 2017, under Nintendo Switch Presentation, annoncerede EA en specialbygget port af FIFA 18 på Nintendo Switch-konsollen. Den kører på en internt udviklet spilmotor, i modsætning til Frostbite motor, at flere versioner af spillet kører på. Mens Switch-versionen indeholder en karrierefunktion, udelukker den den historiebaserede Journey-tilstand. Switch-versionen kører ved en opløsning på 1080p ved 60 billeder per sekund, når den er docket til et tv og 720p ved 60 billeder i sekundet i håndholdt / tabletop-tilstand. Switch-versionen markerer første gang Ultimate Team nogensinde har udseende på et Nintendo-system. Egenskaber eksklusive til Switch-versionen omfatter lokale multiplayer i form af den nye tilstand Local Seasons, hvilket giver op til 2 Nintendo-switche mulighed for at forbinde og konkurrere i en fem-matchende rækkefølge. En anden tilstand eksklusiv til Switch er Switch Kick-Off-tilstanden, så spillerne øjeblikkeligt kan komme ind i lokale / solo-kampe.

## Udgivelsesdato
FIFA 18 blev udgivet verden over den 29. september 2017 til Microsoft Windows, PlayStation 4, PlayStation 3, Xbox 360, Xbox One og Nintendo Switch. Cristiano Ronaldo findes på forsiden af spillets detailboks.

## Ekstern henvisning
- Officiel FIFA hjemmeside Arkiveret 17. marts 2018 hos  Wayback Machine